# Sophie Lüssi
Sophie Lüssi (* 1977 in Zürich) ist eine schweizerisch-argentinische Jazz- und Weltmusikerin (Geige, Bratsche, Komposition). Ihre Musik bewegt sich zwischen Jazz und moderner Klassik.

## Leben und Wirken
Lüssi studierte Jazzvioline an der Zürcher Hochschule der Künste bei Daniel Schenker und Pierre Blanchard und anschliessend Komposition bei Daniel Montes in Buenos Aires.
Langjährig gehörte Lüssi als Bratschistin zum Leonardo Ferreyra Tango String Quartet und als Geigerin zum Quartett Swing de Paris, mit denen sie jeweils zwei Alben veröffentlichte. Seit 2006 gründete sie eigene Formationen wie zunächst ihr Sophie Lüssi Trio; für diese Gruppen komponierte sie auch. Zwischen 2014 und 2019 spielte sie Bratsche im Philharmonischen Orchester des Teatro Colón in Buenos Aires. Seit 2022 lebt sie wieder in der Schweiz. Sie ist auch auf Alben des Julián Midón Trío und des Orquestra Tipica Sans Souci zu hören.
Lüssi komponierte auch für das Tangoquartett Deseo de tango. 2015 führte sie mit der Zuger Sinfonietta ihr viersätziges Konzert Amapala für Jazzvioline und Orchester auf. 2022 hatte ihre Kinderoper Hans im Glück in Winterthur Premiere. Sie unterrichtet zudem Jazzvioline an der Musikschule Jazz/Jazzcampus in Basel und leitete Jazzworkshops für Streicher in Argentinien, Paraguay und der Schweiz.

## Diskographische Hinweise
- Sophie Lüssi String Trio: To the Left and Right of the Ocean (Creative Works 2010, mit Leonardo Ferreyra, Andreas Ochsner)
- Sophie Lüssi String Quartet: Klul (Creative Works 2012, mit Leonardo Ferreyra, Rahel Zellweger, Andreas Ochsner)
- Sophie Lüssi Quartett: Valse pour Ornette (Creative Works 2015, mit Sandra Weiss, Fridolin Blumer, Andreas Wettstein)
- Altas Horas (Club del Disco 2019)